# ブラックフット エクストリーム
ブラックフット エクストリームとは、タミヤがリリースする二輪駆動のオフロードR/Cモデルである。アメリカ合衆国で行われているスピード競技用のモンスタートラックをモチーフとしている。ブラックフットシリーズの後継車種であり、先代のキングブラックフットまではマイティフロッグ系のメインシャーシが
用いられていたが、このモデルよりワイルドダガー系と同様のシャーシ構成に改められた。ワイルドダガー系が双発モーター独立駆動の4輪駆動であるのに対し、このモデルは前輪側の駆動系をオミットし後輪駆動となっている。またボディも強化樹脂製となっている。

## メカニズム
- シャーシ：ABS樹脂製セミモノコック・ラダーフレーム構造
- サスペンション：F/R共にアッパーIアーム・ダブルウィッシュボーン独立懸架、コイルオーバー・フリクションダンパーを搭載
- タイヤ：F/R共に直径130mm・幅60mmのラグパターンスパイクタイプ、ホイールと組み立て済み
- 原動機：電気直流モーター、マブチモーター若しくはジョンソン製540タイプを搭載
- ギアレシオ：18.3:1（2速に変速可）
- ボディ：強化樹脂製、モノコック構造
- 乾燥重量：約2,200g
- 駆動形式：ギアトレイン駆動、リアドライブ
- 価格：14,800円

## 備考
フロントにもリア側の駆動系がそのまま搭載可能なため、簡単に四輪駆動化することも可能である。